# Guatemala op de Olympische Zomerspelen 2000
Guatemala nam deel aan de Olympische Zomerspelen 2000 in Sydney, Australië. 

## Deelnemers en resultaten

### Atletiek
| Olympiër                                              | Discipline            | Resultaat | Prestatie             |
| ----------------------------------------------------- | --------------------- | --------- | --------------------- |
| Óscar Meneses                                         | 100m (m)              | 55e       | serie 9: 5de in 10,54 |
| Rolando Blanco José Meneses Óscar Meneses José Tinoco | 4x100m (m)            | 19e       | serie 1: 3de in 39,34 |
| Luis Fernando García                                  | 20km snelwandelen (m) | 32e       | 1:27.16               |
| Julio René Martínez                                   | 20km snelwandelen (m) | 43e       | 1:31.47               |
|                                                       |                       |           |                       |
| Teresita Collado                                      | 20km snelwandelen (v) | 41e       | 1:43.28               |

### Gewichtheffen
| Olympiër     | Discipline | Resultaat | Prestatie                                                        |
| ------------ | ---------- | --------- | ---------------------------------------------------------------- |
| Luis Medrano | -56kg (m)  | 38e       | trekken: 10de met 115kg stoten: 13de met 142,5kg totaal: 257,5kg |

### Judo
| Olympiër        | Discipline | Resultaat | Prestatie                                                                  |
| --------------- | ---------- | --------- | -------------------------------------------------------------------------- |
| Jorge Quintanal | -66kg (m)  | 17e       | 1ste ronde: V van FRA Benboudaoud: ippon herkansingen: V van KOR Han: koka |

### Taekwondo
| Olympiër          | Discipline | Resultaat | Prestatie                          |
| ----------------- | ---------- | --------- | ---------------------------------- |
| Gabriel Sagastume | -58kg (m)  | 38e       | 1ste ronde: V van PHI Cruz: (-1)-4 |

### Schietsport
| Olympiër       | Discipline            | Resultaat | Prestatie                                              |
| -------------- | --------------------- | --------- | ------------------------------------------------------ |
| Sergio Sánchez | 50m pistool (m)       | 16e       | kwalificatie: 16de met 557 punten (95-89-91-93-94-95)  |
| Sergio Sánchez | 10m luchtpistool (m)  | 34e       | kwalificatie: 34ste met 565 punten (96-93-94-95-92-95) |
| Juan Romero    | skeet (m)             | 35e       | kwalificatie: 35ste met 117 punten (70-47)             |
| Attila Solti   | 10m bewegend doel (m) | 35e       | kwalificatie: 10de met 572 punten (290-282)            |

### Wielersport
| Olympiër     | Discipline       | Resultaat | Prestatie |
| Weg          | Weg              | Weg       | Weg       |
| ------------ | ---------------- | --------- | --------- |
| Óscar Pineda | wegwedstrijd (m) | 90e       | 5:52.47   |

### Zwemmen
| Olympiër       | Discipline          | Resultaat | Prestatie               |
| -------------- | ------------------- | --------- | ----------------------- |
| Álvaro Fortuny | 100m schoolslag (m) | 38e       | serie 5: 2de in 1.04,35 |
| Álvaro Fortuny | 200m schoolslag (m) | 39e       | serie 3: 5de in 2.21,78 |

Albanië · Algerije · Amerikaanse Maagdeneilanden · Amerikaans-Samoa · Andorra · Angola · Antigua en Barbuda · Argentinië · Armenië · Aruba · Australië · Azerbeidzjan · Bahama's · Bahrein · Bangladesh · Barbados · België · Belize · Benin · Bermuda · Bhutan · Bolivia · Bosnië en Herzegovina · Botswana · Brazilië · Britse Maagdeneilanden · Brunei · Bulgarije · Burkina Faso · Burundi · Cambodja · Canada · Centraal-Afrikaanse Republiek · Chili · China · Chinees Taipei · Colombia · Comoren · Congo-Brazzaville · Congo-Kinshasa · Cookeilanden · Costa Rica · Cuba · Cyprus · Denemarken · Djibouti · Dominica · Dominicaanse Republiek · Duitsland · Ecuador · Egypte · El Salvador · Equatoriaal-Guinea · Eritrea · Estland · Ethiopië · Fiji · Filipijnen · Finland · Frankrijk · Gabon · Gambia · Georgië · Ghana · Grenada · Griekenland · Groot-Brittannië · Guam · Guatemala · Guinee · Guinee‑Bissau · Guyana · Haïti · Honduras · Hongarije · Hongkong · Ierland · IJsland · India · Indonesië · Irak · Iran · Israël · Italië · Ivoorkust · Jamaica · Japan · Jemen · Joegoslavië · Jordanië · Kaaimaneilanden · Kaapverdië · Kameroen · Kazachstan · Kenia · Kirgizië · Koeweit · Kroatië · Laos · Lesotho · Letland · Libanon · Liberia · Libië · Liechtenstein · Litouwen · Luxemburg · Macedonië · Madagaskar · Malawi · Malediven · Maleisië · Mali · Malta · Marokko · Mauritanië · Mauritius · Mexico · Micronesië · Moldavië · Monaco · Mongolië · Mozambique · Myanmar · Namibië · Nauru · Nederland · Nederlandse Antillen · Nepal · Nicaragua · Nieuw-Zeeland · Niger · Nigeria · Noord-Korea · Noorwegen · Oeganda · Oekraïne · Oezbekistan · Oman · Oostenrijk · Pakistan · Palau · Palestina · Panama · Papoea-Nieuw-Guinea · Paraguay · Peru · Polen · Portugal · Puerto Rico · Qatar · Roemenië · Rusland · Rwanda · Saint Kitts en Nevis · Saint Lucia · Saint Vincent en Grenadines · Salomonseilanden · Samoa · San Marino ·  Sao Tomé en Principe · Saoedi-Arabië · Senegal · Seychellen · Sierra Leone · Singapore · Slovenië · Slowakije · Soedan · Somalië · Spanje · Sri Lanka · Suriname · Swaziland · Syrië · Tadzjikistan · Tanzania · Thailand · Togo · Tonga · Trinidad en Tobago · Tsjaad · Tsjechië · Tunesië · Turkije · Turkmenistan · Uruguay · Vanuatu · Venezuela · Verenigde Arabische Emiraten · Verenigde Staten · Vietnam · Wit-Rusland · Zambia · Zimbabwe · Zuid-Afrika · Zuid-Korea · Zweden · Zwitserland · Individuele olympische atleten